# Абдала Букарам
Абдала Хайме Букарам Ортис (на испански: Abdalá Jaime Bucaram Ortiz; на арабски: عبد الله خايمي بوكرم أورتيز) е еквадорски политик, президент на Еквадор от 10 август 1996 г. до 6 февруари 1997 г. Като президент е наричан „Любящият лудак“ (на испански: El Loco Que Ama) и е отстранен от поста си, след като е обявен за психически негоден да управлява от Националния конгрес на Еквадор на 12 февруари 1997 г. След това заживява в изгнание в Панама, а през 2017 г. се завръща в Еквадор, когато обвиненията срещу него вече са изтекли по давност.

## Биография
Букарам е роден на 20 февруари 1952 г. в Гуаякил. Дете е на ливански имигранти – чичо му Асад Букарам е кмет на Гуаякил. Сестра му, Марта Букарам, е омъжена за президента Хайме Ролдос Агилера, но двамата загиват при мистериозни обстоятелства в самолетна катастрофа през 1981 г. Израства, играейки футбол по улиците, а след това става успешен атлет и завършва физкултурно образование. Той носи еквадорското знаме на Летните олимпийски игри през 1972 г., макар да не участва в тях поради контузия. Назначен е за полицейски началник на провинция Гуаяс и за президент на футболния клуб „Барселона“ от Гуаякил.
Докато е учител по физическо възпитание, завършва право и скоро след това започва политическата си кариера. Основава Еквадорската ролдосистка партия и е избран за кмет на родния си град Гуаякил. Кандидатира се за президентските избори в страната през 1988 и 1992 г., а през 1996 г. успява да ги спечели, побеждавайки кандидата на Социалхристиянската партия Хайме Небот във всички 21 провинции освен една. Той е първият президент, постигнал това.
Букарам е президент от 10 август 1996 г. до 6 февруари 1997 г. Кабинетът му е съставен от вицепрезидента Росалия Артеага. За броени месеци Букарам е обвинен в присвояване на милиони долари публични средства. През февруари 1997 г. срещу него започва процедура по импийчмънт от Националния конгрес на Еквадор поради опасения относно способността му да изпълнява задълженията си като президент.
След като е свален от власт, срещу Букарам са повдигнати няколко обвинения в политическа корупция, поради което той решава да избяга в Панама. Завръща се обратно в Еквадор през 2005 г., след като обвиненията срещу него са снети. Остава в Гуаякил около две седмици и половина, но срещу него отново са повдигнати обвенения в корупция. През 2014 г. синът му, Абдала Букарам-младши, е отстранен от Националното събрание на Еквадор.
През годините срещу Абдала Букарам се трупат още обвинения, включително кражба от Централната банка на страната, и му е забранено да влиза в САЩ. През август 2020 г. е арестуван в дома си в Гуаякил в хода на разследване на организираната престъпност.
През 2023 г. Букарам започва да стриймва политическите си нагласи във видеоиграта Grand Theft Auto V на живо в Twitch.